# Liste des stations Chicago de la CTA
Pour les articles homonymes, voir Chicago (homonymie).
Liste des stations du métro de Chicago nommées Chicago: 
- Ligne bleue : anciennement Chicago/Milwaukee dans le Milwaukee-Dearborn Subway.
- Ligne rouge: anciennement Chicago/State dans le State Street Subway.
- Ligne brune & Ligne mauve : anciennement Chicago/Franklin sur la North Side Main Line.